# Northern Pacific Railroad Completion Site, 1883
Die Northern Pacific Railroad Completion Site ist die Stätte der Zeremonie des Einschlagens eines goldenen Nagels anlässlich der Fertigstellung der Northern Pacific Railway im Jahr 1883. Die Stätte befindet sich in der Nähe von Independence Creek im Powell County, Montana, abseits der Interstate 90,:1 etwa 60 Meilen (rund 95 km) südöstlich von Missoula und 40 Meilen (rund 65 km) westlich von Helena.
Die Northern Pacific Railway begann 1870 von Minnesota aus mit dem Bau einer transkontinentalen Eisenbahnverbindung zur Westküste der Vereinigten Staaten. Bautrupps arbeiteten sich sowohl vom Osten als auch vom Westen her zu einem zunächst noch nicht bestimmten Treffpunkt irgendwo dazwischen vor. Schließlich trafen die Arbeiter am 22. August 1883 in der Nähe des Independence Creek in Western Montana aufeinander,:3 unweit des Gold Creek wo erstmals in Montana Gold entdeckt worden war. Hier wurden die Gleise miteinander verbunden und so die transkontinentale Bahnverbindung; der „goldene Nagel“ wurde jedoch erst bei einer Zeremonie am 8. September 1883 eingeschlagen.3 Zu dieser Zeremonie wurden vom Osten her 300 Gäste mit vier Zügen an die Stelle gefahren, unter ihnen waren der Präsident der Eisenbahngesellschaft Henry Villard und Honoratioren aus den Vereinigten Staaten, dem Vereinigten Königreich und aus Deutschland.:3 Ein fünfter Zug brachte Gäste von der Westküste heran. Das bereits fertiggestellte Gleis wurde noch einmal herausgerissen, um während der Zeremonie feierlich verlegt zu werden. Der „goldene Nagel“ war nicht wirklich aus Gold, doch handelte es sich um denselben Nagel, der dreizehn Jahre zuvor zu Beginn der Bauarbeiten bei Carlton, Minnesota als erster eingeschlagen worden war.:3 Eingeschlagen wurde der Nagel von Villard, dem früheren US-Präsidenten Ulysses S. Grant und Henry C. Davis, der bei der ersten Zeremonie in Minnesota den Nagel miteingeschlagen hatte.:3
Die Stätte wurde am 19. August 1983 in das National Register of Historic Places aufgenommen. Das 2,5 Acre (rund ein Hektar) große Areal umfasst die Stelle des letzten Gleisnagels und die Stelle, an der für de Feierlichkeiten 1883 Pavillons aufgestellt worden waren.:2 Ein hölzernes Schild, das von der Northern Pacific aufgestellt wurde und die Stelle des letzten Gleisnagels markiert, ist noch vorhanden und kann in der Nähe der Mündung des Independence Creek in den Clark Fork River von der Interstate 90 aus gesehen werden.:2